# Can Segarra (Valls)
Can Segarra és un edifici del municipi de Valls (Alt Camp) protegit com a bé cultural d'interès local.

## Descripció
Edifici de planta i dos pisos, amb la planta baixa porticada amb volta plana, i que forma, amb la resta de les edificacions de la plaça, un conjunt porticat. En el primer pis es troben 3 balcons sortints, el del mig corregut per abastar 4 portes. Al segon pis hi ha 6 balconets que no sobresurten. L'edifici, que és de maçoneria revocada i pintada, està acabat en una cornisa.

## Història

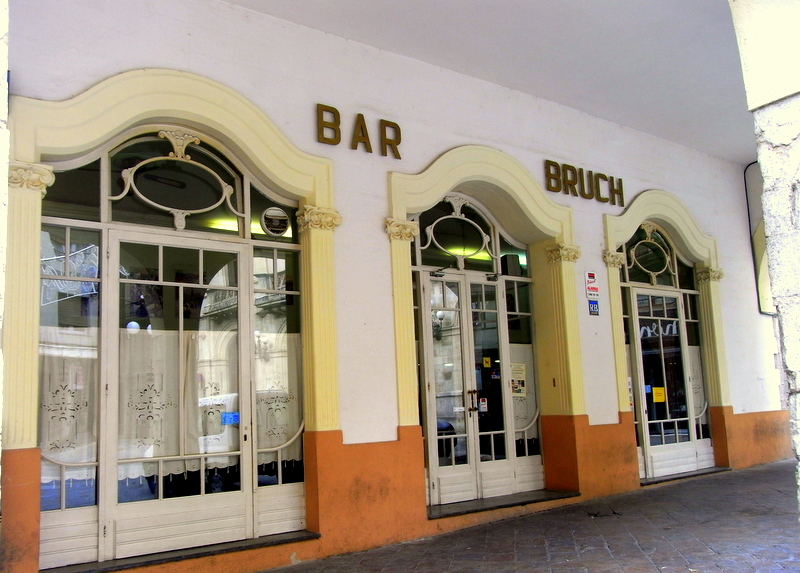
El bar Bruch, sota el porxo de Can Segarra

L'edifici data del 1692. El va fer construir l'hisendat de Verdú Joan Sagarra i Colom, amb motiu del seu casament amb la pubilla Gassol, de Valls. La Universitat va senyalar terreny en la plaça del Blat per a la seva casa pairal. El mes d'abril de 1706 es van hostatjar en aquesta casa el senyor Mifort, plenipotenciari de l'Arxiduc Carles d'Àustria, i el príncep Enric d'Armestad, juntament amb nombrosos cavallers. El poeta Josep Maria de Sagarra va passar algun temps en aquesta casa, propietat de la seva família fins ben entrat el segle xx, en què el seu pare la va vendre.
Durant alguns anys de la dècada dels anys 80 s'hi va establir una exposició castellera precedent al Museu Casteller de Catalunya que en l'actualitat s'està construint a Valls.